# 아바스 2세

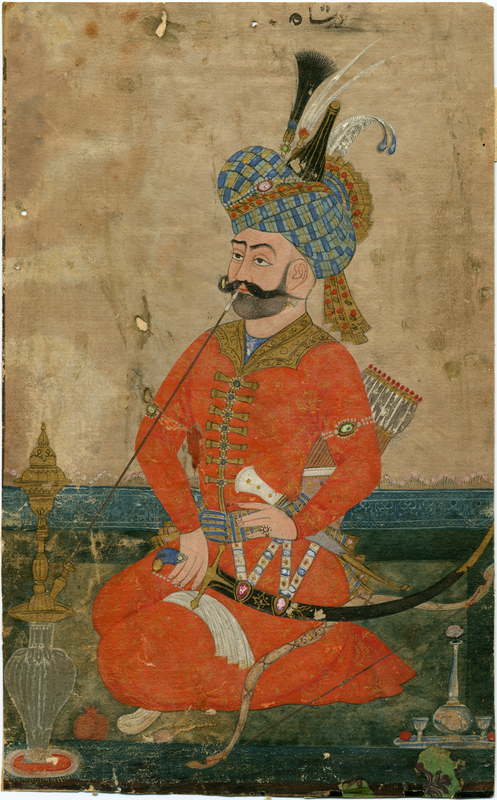
아바스 2세

아바스 2세(شاه عباس دوم, 1633년 ~ 1666년)는 페르시아(이란)의 샤로서 1642-1666년까지 재위했다. 그는 사파비 왕조의 7번째 샤(Shah)였으며 사피 1세의 아들이었다. 왕자 때 이름은 술탄 무함마드 미스라였으며 1642년 5월 15일에 대관식을 거행했다. 그가 재위했을 때 10살도 전이었기 때문에 그는 교육에 집중하고 섭정이 이뤄졌다.
섭정을 했던 사루 타키는 부패 척결을 포방하면서 많은 적을 만들었고 1645년 10월 11일 군부에 의해 암살당했다. 후에 1654년까지 여러 정치에 관여하며 칼리파 술탄이 정치에 영향을 행사했다.
15세 정도부터 직접 통치에 나서면서 그는 상당히 평화로운 통치 방법을 구사했으며 오스만 제국의 공격에서도 자유로웠다. 1648년 가까스로 칸다르를 정복하면서 무굴 제국과의 전쟁을 벌였다. 그는 1666년 10월 25-26일 경 죽었으며 당대 많은 사람들이 그의 죽음을 애도했다고 전한다.